# Picatrix
Picatrix é o nome usado hoje, para um livro de 400 páginas de magia e astrologia originalmente escrito em árabe sob o título غاية الحكيم Ghāyat al-Ḥakīm, que a maioria dos estudiosos supõe ter sido escrito originalmente em meados do século XI, por exemplo, embora um argumento para a composição na primeira metade do século X tem-se feito. O título árabe é traduzido como O Objetivo do Sábio  ou O objetivo do sensato. o trabalho árabe foi traduzido para o espanhol e, em seguida, para o latim durante o século XIII, época em que obteve o título latino "Picatrix". O título do livro "Picatrix" também é usado às vezes para se referir ao autor do livro.
Picatrix é um trabalho composto que sintetiza trabalhos antigos em Magia (hermética) e magia [astrologia]. Uma das interpretações mais influentes sugere que ele deve ser considerado como um "manual de magia talismânica"  Outro pesquisador resume-o como "a exposição mais completa da magia celestial em árabe", indicando as fontes para o trabalho como textos árabes sobre Hermetismo, Sabeísmo, Ismailismo, astrologia, alquimia e a magia produzida no Oriente próximo no século IX e X". Eugenio Garin declara: "Na realidade, a versão latina do Picatrix é tão essencial como o hermético Corpus Hermeticum ou os escritos de Albumasar para a compreensão de uma parte notável da produção do Renascimento, incluindo as artes figurativas"  Ele influenciou significativamente o esoterismo do Ocidente europeu; o esoterismo de Marsilio Ficino, no século XV, o de Thomas Campanella, no século XVII, etc. O manuscrito na Biblioteca Britânica passou por várias mãos: Simon Forman, Richard Napier, Elias Ashmole e William Lilly, entre outros.
De acordo com o prólogo da tradução latina, o Picatrix foi traduzido para o espanhol a partir do árabe por ordem de Alfonso X,  de Castela e Leão, em algum momento entre os anos 1256 e 1258. A versão latina foi produzida algum tempo depois, baseada na tradução dos manuscritos espanhóis. Foi atribuída a Maslama al-Majriti (um matemático andaluz-islâmico), mas muitos colocaram essa questão em xeque. Consequentemente, o autor é por vezes indicado como sendo o "Pseudo-Majriti".
As versões em espanhol e latina foram as únicos conhecidas para os estudiosos ocidentais Até Wilhelm Printz descobrir uma versão em árabe algo em torno de 1920.

## Conteúdo e fontes
O trabalho é dividido em seis livros, que exibem uma ausência marcante de exposição sistemática. Jean Seznec observou: "Picatrix prescreve tempos e lugares propícios e a atitude e gestos do suplicante; ele também indica que termos devem ser usados para peticionar às estrelas". Como exemplo, Seznec então reproduz uma oração a Saturno, a partir do trabalho, observando que Fritz Saxl apontou que essa invocação exibe "o sotaque e até os próprios termos de uma oração astrológica grega a Cronos. Essa é uma indicação de que as fontes de "Picatrix" são em grande parte helenísticas.":

Ó Mestre do sublime nome e grande poder, supremo Mestre; Ó Mestre Saturno: Tu, o Frio, o Estéril, o Lúgubre, o Pernicioso; Tu, cuja vida é sincera e cuja palavra é certa; Tu, o Sábio e Solitário, o Impenetrável; Tu, cujas promessas são cumpridas; Tu que és fraco e cansado; Tu que cuida mais do que qualquer outro, que não conhece prazer nem alegria; Tu, o velho e esperto mestre de todos os artifícios, enganoso, sábio e judicioso; Tu que traz prosperidade ou ruína, e fazes homens felizes ou infelizes! Eu te conjuro, ó Pai Supremo, por Tua grande benevolência e Tua generosa recompensa, para fazer por mim o que eu peço [...] 

De acordo com Garin:

O ponto de partida da obra é a unidade da realidade dividida em graus, planos ou mundos simétricos e correspondentes: uma realidade estendida entre dois pólos: o original, Deus a fonte de toda existência, e o homem, o microcosmo que, com sua ciência (scientia) traz a dispersão de volta à sua origem, identificando e utilizando suas correspondências 

De acordo com o prólogo, o autor pesquisou mais de duzentos trabalhos na criação do ‘‘Picatrix. No entanto,  existem três influências significativas do Oriente Próximo: Jabir ibne Haiane, o Ikhwan al-Safa, e um texto chamado Nabataeanos (Agricultura Nabatéia). A influência de Jabir ibne Haiane vem na forma de um contexto cosmológico que remove práticas mágicas do contexto de influências diabólicas e reafirma rstas práticas como uma origem divina. O autor de "Picatrix" se serve da teoria neoplatônica da hipóstase que espelham o trabalho de Jabir.

## Autoria e significado do título
O historiador árabe, ibne Caldune, atribuiu autoria de Picatrix (Referindo-se à versão original em árabe, sob o título Gayat al-Hakim) a um matemático chamado al-Majriti, que morreu entre 1005 CE e 1008 CE (398 AH)  No entanto, De acordo com Eric John Holmyard, a mais antiga atribuição manuscrita da obra a Maslama al-Majriti foi feita pelo alquimista Aidamir al-Jildakī, que morreu pouco depois de 1360, enquanto ibne Caldune morreu cerca de 20 anos mais tarde (depois de 1360). No entanto, nenhuma biografia de al-Majriti o menciona como o autor deste trabalho.
Atribuições mais recentes de autoria variam de "a versão árabe é anônima" a reiterações da velha afirmação de que o autor é "o célebre astrônomo e matemático Abu l-Qasim Maslama b. Ahmad Al-Majriti". [15] Um estudo recente em Studia Islamica sugere que a autoria deste trabalho deve ser atribuída a Maslama b. Qasim al-Qurtubi (falecido em 353/964), que de acordo com ibne Alfaradi era "um homem de encantos e talismãs". [16] Se esta sugestão estiver correta, colocaria a obra no contexto do sufismo e do batismo na Andaluzia . [17]
atribuições de autoria, mais recentes, redundam que a "versão árabe é anônima" às reiterações da velha afirmação de que o autor é "o célebre astrônomo e matemático Abu l-Qasim Maslama b. Ahmad Al-Majriti". Um estudo recente em ‘Studia Islamica sugere que a autoria deste trabalho deve ser atribuído a Maslama ibne Alcácime Alcurtubi (morto em 353/964), que de acordo com ibne Alfaradi era "um homem de encantos e talismãs."  Se esta sugestão estiver correta, colocaria a obra no contexto de sufismo e do batismo de Andaluzia.
O estranho título em latim às vezes é explicado como uma transliteração desleixada de um "Buqratis", mencionado várias vezes no segundo dos quatro livros da obra. Outros sugeriram que o título (ou o nome do autor) é uma maneira de atribuir o trabalho a Hipócrates (através de uma transcrição do nome Burqratis ou Biqratis no texto árabe). Onde aparece no original em árabe, onde o texto em latim traduz o nome Burqratis como "Picatrix", mas isso ainda não estabelece a identidade de Burqratis. Em última análise, ligando o nome, "Picatrix", com Hipócrates, caiu em desgraça porque o texto cita separadamente Hipócrates sob o nome de "Ypocras".

## Antecipação do método experimental
Martin Plessner sugere que um tradutor do Picatrix estabeleceu uma definição medieval de experiência científica alterando uma passagem na tradução hebraica do árabe original, estabelecendo uma base teórica para o método experimental: "a invenção de uma hipótese para explicar um certo processo natural, então o arranjo de condições sob as quais aquele processo pode ser intencionalmente realizado de acordo com a hipótese, e finalmente, a justificativa ou refutação da hipótese, dependendo do resultado do experimento".
Plessner observa que é geralmente aceito que a consciência de "a natureza específica do método experimental - como algo distinto do uso prático - é uma conquista dos séculos XVI e XVII". No entanto, como a passagem pelo tradutor da versão hebraica deixa claro, a base teórica fundamental para o método experimental foi aqui estabelecida antes de meados do século XIII.
A passagem original em árabe descreve como um homem que testemunhou um tratamento para a picada de um escorpião (beber uma poção de incenso que tinha recebido marcas de sinetes) passou a experimentar diferentes tipos de incenso, supondo que esta fosse a causa para a cura, mas depois descobriu que as imagens do sinete (selo) foram a causa da cura, independentemente da substância sobre a qual eles foram impressionados. O autor do "Picatrix" continua narrando como a explicação da eficácia das curas que lhe foram passadas pelas autoridades foi provada a ele por sua própria experiência.
O tradutor hebraico mudou a passagem em questão para incluir o seguinte:

E essa foi a razão que me incitou "...para me dedicar à magia astrológica." Além disso, esses segredos já eram conhecidos pela natureza e a experiência os aprovava. O homem que lida com a natureza não tem nada a fazer senão produzir uma razão do que a experiência trouxe.

Plessner também observa que "nem a psicologia árabe do estudo nem a definição hebraica do experimento são traduzidas para o latim "Picatrix". O tradutor de latim omite muitas passagens teóricas ao longo do trabalho." 

### Suplemento

#### Ġāyat al-ḥakīm
- Hellmut Ritter: Ġāyat al-ḥakīm wa aḥaqq al-natīātain bi-'l-taqdīm. Teubner, Leipzig / Berlin 1933 (= Estudos da Biblioteca Warburg, 12)

#### Traduções modernas do texto árabe
- Hellmut Ritter / Martin Plessner: Picatrix: O objetivo dos Sábios de pseudo-Mağrīţī. Tradução do árabe. University of London, Londres de 1962 (= Estudos do Instituto Warburg, 27). Online: PDF, 47 MB
- Marcelino Villegas: Picatrix: el fin del Sabio y el mejor de los medios para 2 avanzar. Edición Nacional, Madrid, 1982 (= Biblioteca de Visionarios, heterodoxos y marginados, série 2, 20) [tradução sem reivindicação científica]

#### Versões latina
- David Pingree: Picatrix: a versão latina do Ghāyat al-Ḥakīm. Universidade de Londres, Londres 1986 (= Estudos do Instituto Warburg, 39)

#### Tradução moderna baseada nas versões latinas
- Paolo Rossi A. (ed.), Davide Arecco / Ida Li Vigni / Stefano Zuffi: picatrix: Gayat Al-Hakim, "il fina del saggio" dello pseudo Maslama al-Magriti. Edizione Mimesis, Milão 1999
- Béatrice Bakhouche / Frédéric Fauquier / Brigitte Pérez-Jean: Picatrix: um traço de magie médiévale . Brepols, Turnhout 2003